# Arfova invarianta
V matematiki je Arfova invarianta nesingularna kvadratna oblika nad poljem karakteristike 2, ki jo je razvil turški matematik Cahit Arf (1941), ko je začel sistematično proučevati kvadratne oblike nad poljubnimi polji karakteristike 2. Arfova invarianta je nadomestek, v karakteristiki 2, za diskriminantno kvadratne oblike v značilnosti ne 2. Arf je uporabil svojo invarianto, med drugim, v svojem prizadevanju za razvrstitev kvadratnih oblik v značilnost 2.